# Okinawa-eilanden

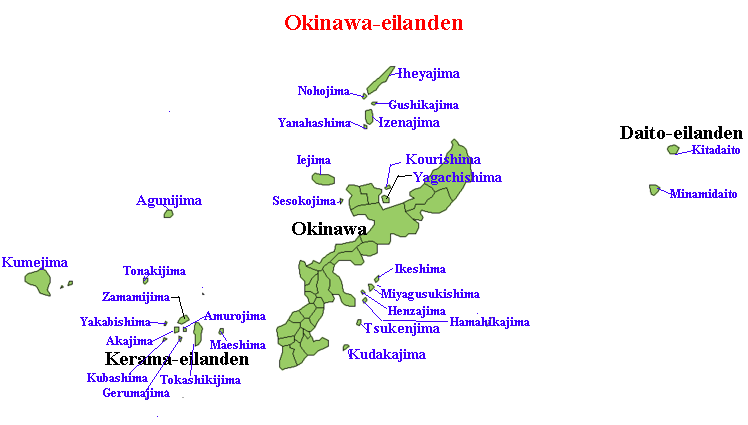
Kaart van de Okinawa-eilanden

De Okinawa-eilanden (Japans: 沖縄諸島 Okinawa Shotō) is een eilandengroep die behoort tot de   prefectuur Okinawa, Japan.  De eilanden worden tot het zuidelijke deel van de Riukiu-eilanden gerekend. Het merendeel van de bevolking bevindt zich net zoals de hoofdstad van de prefectuur Naha op het grootste eiland van de archipel, Okinawa. Historisch gezien behoorden de eilanden samen met de Amami-eilanden, de Miyako-eilanden en de Yaeyama-eilanden tot het Koninkrijk Riukiu. 

## Eilanden
De eilanden van de archipel worden opgesplitst in 3 groepen:
- Okinawa  (沖縄本島, -hontō) en de nabijgelegen eilanden:
  - Agunijima (粟国島)
  - Gushikajima  (具志川島)
  - Hamahikajima (浜比嘉島)
  - Henzajima (平安座島)
  - Iejima (伊江島)
  - Iheyajima (伊平屋島)
  - Ikeshima (伊計島)
  - Izenajima (伊計島)
  - Kourishima (古宇利島)
  - Kudakajima (久高島)
  - Kumejima (久米島)
  - Miyagusukishima
  - Nohojima (野甫島)
  - Sesokojima (瀬底島)
  - Tonakijima (渡名喜島)
  - Tsukenjima (津堅島)
  - Yagachishima (屋我地島)
  - Yanahashima (屋那覇島)
- Kerama-eilanden (ケラマ諸島, -shotō): 
  - Akajima (阿嘉島)
  - Amurojima (安室島)
  - Fukajishima (外地島)
  - Gerumajima (慶留間島)
  - Kubashima (久場島)
  - Tokashikijima (渡嘉敷島)
  - Yakabishima (屋嘉比島)
  - Zamamijima (座間味島)
- Daitō-eilanden (大東諸島, -shotō):
  - Kitadaitō (北大東島)
  - Mimamidaito(南大東島)
  - Okidaitō (沖大東島)